# Панамериканский чемпионат по дзюдо 1970
Панамериканский чемпионат по дзюдо 1970 года прошёл 18-23 октября в городе Лондрина (Бразилия). Чемпионат был седьмым по счёту. Наибольшего успеха добились хозяева, завоевавшие три золотых награды, две серебряных и две бронзовых. Всего наград удостоились представители пяти стран. Соревнования проводились только среди мужчин.

## Медалисты
| Категория            | Золото                   | Серебро                     | Бронза                      |
| -------------------- | ------------------------ | --------------------------- | --------------------------- |
| до 63 кг             | Ларри Фукухара · США     | Такаюки Нисида · Бразилия   | Брайан Яката · США          |
| до 70 кг             | Патрик Бёррис · США      | Пол Маруяма · США           | Матеус Сугуйзаки · Бразилия |
| до 80 кг             | Лофей Сиозава · Бразилия | Антонио Галлина · Аргентина | Ричард Дубреюл · Венесуэла  |
| до 93 кг             | Тиаки Исии · Бразилия    | Рой Ямамото · Аргентина     | Гордон Грегори · Канада     |
| свыше 93 кг          | Францис Гаррен · США     | Мильтон Ловато · Бразилия   | Хосе Касемиро · Бразилия    |
| Абсолютная категория | Тиаки Исии · Бразилия    | Антонио Галлина · Аргентина | Гордон Грегори · Канада     |

## Медальный зачёт
*   Принимающая страна (Бразилия)
| Место          | Страна         | Золото | Серебро | Бронза | Всего |
| -------------- | -------------- | ------ | ------- | ------ | ----- |
| 1              | Бразилия*      | 3      | 2       | 2      | 7     |
| 2              | США            | 3      | 1       | 1      | 5     |
| 3              | Аргентина      | 0      | 3       | 0      | 3     |
| 4              | Канада         | 0      | 0       | 2      | 2     |
| 5              | Венесуэла      | 0      | 0       | 1      | 1     |
| Всего стран: 5 | Всего стран: 5 | 6      | 6       | 6      | 18    |